# Гниловодка
Гнилово́дка, Тернавка — річка в Україні, в межах Кам'янець-Подільського району Хмельницької області. Права притока Тернави (басейн Дністра).

## Опис
Довжина 16 км. Площа водозбірного басейну 69,2 км². Долина у верхів'ях неглибока, нижче — вузька, глибока, V-подібна, у пониззі заліснене. Річище слабозвивисте. Є кілька ставків.

## Розташування
Гниловодка бере початок в с. Михайлівка. Тече на південний схід і південь. Впадає до Тернави на північ від села Суржинці.
Над річкою розташовані села: Михайлівка, Блищанівка, Супрунківці і Княжпіль.
- У пониззі річки розташований Княжпільський заказник.